# Comté de Benton (Washington)
Pour les articles homonymes, voir Comté de Benton.
Le comté de Benton (anglais: Benton County) est un comté de l'État américain de Washington, situé dans le sud-centre de l'État. Son siège est Prosser. Selon le recensement de 2000, sa population est de 142 475 habitants.

## Les plus grandes villes
1. Kennewick
2. Richland
3. West Richland
4. Prosser

## Géolocalisation
|                                             | Comté de Grant  | Comté de Franklin         |
| Comté de Yakima                             | Comté de Benton | Comté de Walla Walla      |
| Comté de Morrow (Oregon) Comté de Klickitat |                 | Comté d'Umatilla (Oregon) |